# Festival international du film Nouveaux Horizons 2022
Le Festival international du film Nouveaux Horizons 2022, 22e édition du festival, se déroule du 21 au 31 juillet 2022.

## Déroulement et faits marquants
Le 30 juillet 2021, le palmarès est dévoilé : c'est le film À vendredi, Robinson de Mitra Farahani qui remporte le Grand Prix. Une mention spéciale est remise à Afterwater de Dane Komljen et le prix du public est remporté par 107 Mothers (Cenzorka) de Peter Kerekes,.

## Jury
- Agata Buzek, actrice
- Michel Franco, réalisateur
- Radu Jude, réalisateur
- Nadav Lapid, réalisateur
- Sandra Wollner, réalisatrice

## Sélection

### Sélection officielle - en compétition
- 107 Mothers (Cenzorka) de Peter Kerekes  Slovaquie
- A Piece of Sky (Drii Winter) de Michael Koch  Suisse
- Afterwater de Dane Komljen  Bosnie-Herzégovine
- Dry Ground Burning (Mato seco em chamas) de Adirley Queirós et Joana Pimenta  Brésil
- Enys Men de Mark Jenkin  Royaume-Uni
- Immaculate (Imaculat) de Monica Stan et George Chiper-Lillemark  Roumanie
- Robe of Gems de Natalia López Gallardo  Mexique  Argentine
- À vendredi, Robinson de Mitra Farahani  France
- The Dam de Ali Cherri  Soudan
- The Great Movement (El gran movimiento) de Kiro Russo  Bolivie
- El agua de Elena López Riera  Espagne
- We Haven't Lost Our Way (Nie zgubiliśmy drogi) de Anka Sasnal et Wilhelm Sasnal  France

### Midnight Madness
- Flux Gourmet de Peter Strickland  Royaume-Uni
- Egō de Hanna Bergholm  Finlande  Suède
- Incroyable mais vrai de Quentin Dupieux  France
- Medusa de Anita Rocha da Silveira  Brésil
- Mona Lisa and the Blood Moon de Ana Lily Amirpour  États-Unis
- Viens je t'emmène de Alain Guiraudie  France
- Piggy (Cerdita) de Carlota Pereda  Espagne
- Feu follet (Fogo-fátuo) de João Pedro Rodrigues  Portugal
- You Won't Be Alone de Goran Stolevski  Australie  États-Unis  Serbie

### Rétrospectives
- Jonas Mekas
- Agnieszka Holland
- Joanna Hogg
- Lucile Hadžihalilović

## Palmarès
- Grand Prix : À vendredi, Robinson de Mitra Farahani
- Mention spéciale : Afterwater de Dane Komljen
- Prix du public : 107 Mothers (Cenzorka) de Peter Kerekes